# Чаршія

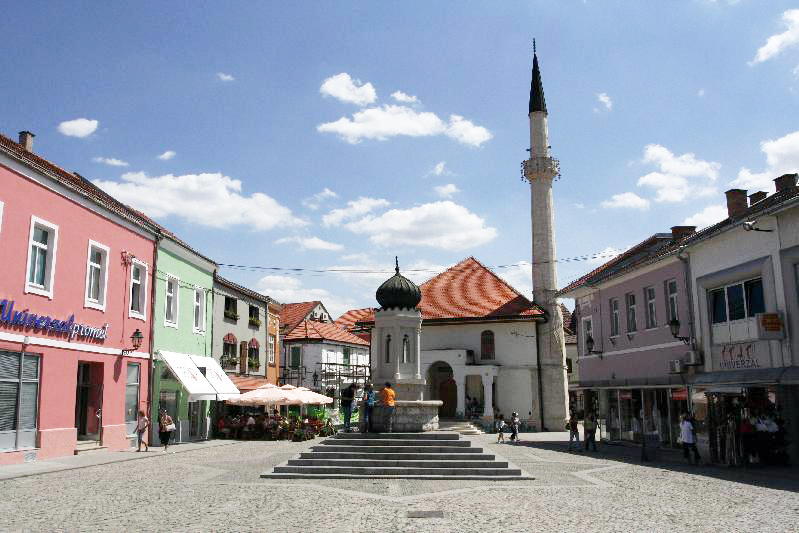
Чаршія в боснійському місті Тузлі

Ча́ршія (сербохорв. čaršija, чаршија, болг. чаршия, алб. çarshia, тур. çarşı) — торговий, діловий та громадський центр балканського міста. Чаршія була характерною рисою османського містобудування. 
Як правило, міська чаршія вирізняється специфічним архітектурним комплексом, основними типовими елементами якого були крамниці (базар), фонтан та мечеть. В різних містах елементами чаршії були також церкви та синагоги. 
Слово «чаршія» має перське походження (перс. چارسو). Воно стало частиною багатьох власних назв на Балканах, як-от Стара Чаршія у Скоп'є, Башчаршія в Сараєві. Сьогодні як загальну назву його найчастіше вживають у Боснії та Герцеґовині.
В українських містах приблизними відповідниками поняття «чаршія» є слова «майдан», «ринок». 